# Corallina armata
Corallina armata J.D. Hooker & Harvey, 1847  é o nome botânico  de uma espécie de algas vermelhas pluricelulares do gênero Corallina.
- São algas marinhas encontradas no Chile, Nova Zelândia e na ilha antárctica de Fuegia.

## Sinonímia
Não apresenta sinônimos.